# Yvan Burger
Pour les articles homonymes, voir Burger.
Yvan Burger de son vrai nom Yves Heimburger, né le 30 septembre 1957 à Strasbourg (Bas-Rhin) et mort le 1er juin 1990 à Paris, est un acteur et chanteur français.

## Biographie
Après avoir appris le chant très jeune, au sein de la manécanterie des Petits chanteurs de Saint-Maurice, Yves Heimburger poursuit des études au conservatoire de Strasbourg.
Ayant pris le pseudonyme d'Yvan Burger, il intègre Le Petit Théâtre de Bouvard en 1982 dont il devient un des piliers, joue souvent le rôle d’un homosexuel précieux et blasé. Il y  rencontre Mimie Mathy avec laquelle il noue une grande amitié et interprète de nombreux sketchs,. Il participe ensuite à l’émission La Classe à partir de 1987.
Yvan Burger meurt du sida, le 1er juin 1990, à l'Hôpital Necker, dans le 15e arrondissement de Paris. Il est enterré au cimetière de Montmartre (22e division)  à Paris,.

## Théâtre
- 1980 : La Grande Shirley de Pierre Guénin, avec Ginette Garcin et Jean-Pierre Dravel

## Filmographie
- 1983 : Le Petit Théâtre de Bouvard : sketches humoristiques aux côtés notamment de Didier Bourdon, Pascal Légitimus, Bernard Campan, Seymour Brussel et Mimie Mathy
- 1984 : Retenez-moi... ou je fais un malheur !, film français de Michel Gérard
- 2004 : À la recherche de la folle perdue, court métrage de Michel Royer (30 min)[8],[9]

## Discographie

### Interprète
- 1984 : Bonjour les dégâts ! EMI / Pathé-Marconi,
- 1985 : Goo Goo Eyes (Elle est belle) Clever / Carrère

### Parolier
- 1987 :  Le Héros - Tartiner l’amour, paroles de Yves Heimburger, musique de Pierre Sangra, interprété par Bain de mer